# Orthochromatique
Le terme orthochromatique est issu de la contraction de chromatique (du grec ancient χρῶμα [khrôma], signifiant “couleur”) et du préfixe -ortho (du grec ancien ὀρθός, [orthós], signifiant droit ou correct).

## Chimie
En chimie, le terme orthochromatique fait référence à un colorant qui ne change pas de couleur en se liant à une cible, contrairement aux colorants métachromatiques qui changent de couleur. Par exemple, le bleu de toluidine colore les acides nucléiques par sa couleur orthochromatique (c'est-à-dire bleue), mais il colore les granules des mastocytes en devenant métachromatique, c'est-à-dire rouge. 
En terme spectral, orthochromatique indique la conservation de la position du pic spectral, tandis que métachromatique indique un décalage de la position de ce pic, qui peut être soit hypsochrome ou bathochrome selon sa direction.

## Photographie orthochromatique

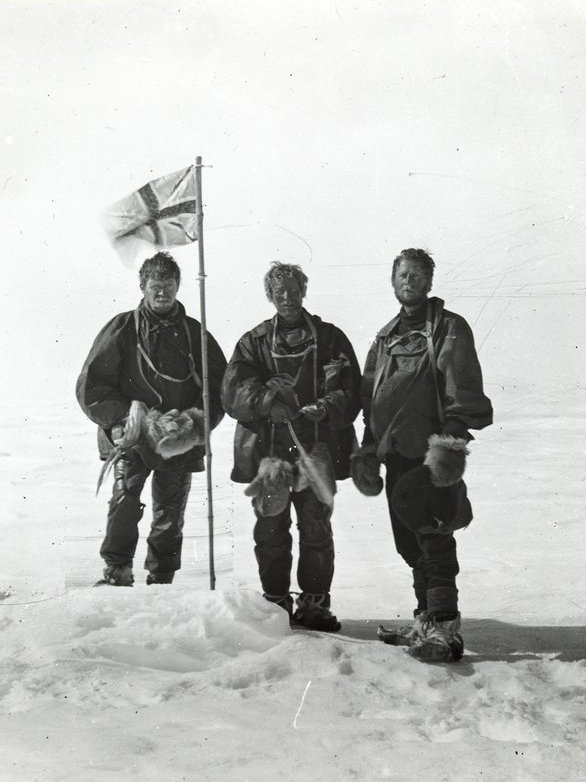
Le drapeau du Royaume-Uni sur une pellicule orthochromatique au pôle sud magnétique en 1909. On constate que la couleur rouge est plus foncée que la couleur bleue.

Une pellicule photographique orthochromatique utilise une émulsion photographique qui est sensible uniquement à la lumière bleue ou verte, et peut donc être développée sous une lampe inactinique rouge, jaune ou orange. La sensibilité importante au bleu rend les objets de cette couleur plus clairs et les rouges plus foncés. Un filtre cyan qui bloque la lumière rouge peut être utilisé avec un film panchromatique standard pour produire le même effet.
Les films orthochromatiques furent inventés par Hermann Wilhelm Vogel en 1873 par ajout d'une faible quantité de colorants à base d'aniline aux émulsions photographiques qui auparavant n'étaient sensibles qu'à la lumière bleue. Ce travail fut prolongé par d'autres chercheurs, dont Josef Maria Eder, qui introduisit l'usage du colorant rouge érythrosine en 1884.